# النور الذي نحمله
النور الذي نحمله: التغلب في أوقات القلق هو كتاب واقعي من تأليف ميشيل أوباما نشرته دار كراون للنشر في 15 نوفمبر 2022. وفقًا لوكالة أسوشيتد برس "فإن الكاتبة "تشارك محتويات" صندوق أدواتها الشخصية "- العادات والممارسات والمواقف والمعتقدات، وحتى الأشياء المادية التي تستخدمها للتغلب على مشاعر الخوف والعجز والشك في الذات". تلقّى كتاب النور الذي نحمله مراجعات إيجابية بشكل عام من نُقاد الكُتب. في فبراير 2023، أُعلن عن سلسلة بودكاست لأوباما تعتمد على موضوعات الكتاب ومناقشة مباشرة للكتاب بعنوان ميشيل أوباما: بودكاست النور؛ أصدر السلسلة متجر أوديبل في 7 مارس/أذار.

## الخلفية
في عام 2018، أصدرت أوباما مذكراتها "وأصبحت" التي بيع منها أكثر من 14 مليون نسخة حول العالم.

## الملخص
يتعامل كتاب النور الذي نحمله مع حالة عدم اليقين في العالم مثل جائحة كوفيد-19.
وتصف أوباما الأوقات التي شعرت فيها بعدم اليقين أو أنها في غير مكانها مثل كونها طالبة جامعية أمريكية من أصل أفريقي نادرة في جامعة برينستون في الثمانينات أو أصبحت أول سيدة أمريكية من أصل أفريقي للولايات المتحدة.

## الروابط الخارجية
- Author's website. The Light We Carry.
- Book excerpt.
- "Michelle Obama talks new book release 'The Light We Carry'". صباح الخير يا أمريكا. ABC News. 14 نوفمبر 2022. Video. YouTube.
- "Michelle Obama talks about finding light when the world feels low". Today. NBC News. 14 نوفمبر 2022. مؤرشف من الأصل في 2023-02-07.. Video